# Hotel Union Square
El Hotel Union Square está situado en el número 114 de Powell Street, en la ciudad de San Francisco (California). Construido en 1908, tenía un bar clandestino en el sótano durante la época de la Ley Seca.

## Historia
El hotel se construyó en 1908 como el Golden West Hotel, para la Exposición Universal de San Francisco de 1915. Durante los años 1920, en la época de la prohibición de venta de alcohol, un bar clandestino de 930 m² llamado The Golden Bubble estaba situado debajo del hotel. Los suelos de terrazo y el papel pintado originales aún se conservan en lo que ahora se utiliza como almacén. En 1935, se añadieron mosaicos de estilo egipcio de Helen Bruton Bell en la entrada.
En la década de 1950, el hotel pasó a llamarse Golden State Hotel. El grupo Personality Hotels adquirió el edificio a principios de la década de 1980 y en 1985 lo reabrió tras su remodelación como Hotel Union Square. En 2008 se llevó a cabo una amplia renovación, en la que se creó una Suite Dashiell Hammett en la habitación 505. El diseño interior es obra de Colum McCartan, junto con Lisa Sayed, socia de la empresa de diseño de interiores de hoteles Sisterhood of the Traveling Hotels, que diseñó la Suite Ring In the Kids. Lisa Compagno diseñó la Suite Dashiell Hammett. En total, el hotel lo componen 131 habitaciones y suites.
Es posible que Dashiell Hammett y Lillian Hellman hayan desarrollado gran parte de su relación amorosa en el hotel, y que él haya reservado una suite para su futura esposa Josephine Dolan la noche antes de su boda en 1921.
Se dice que el hotel está embrujado, especialmente la habitación 207. Algunos atribuyen a Hellman la presencia de un fantasma en esa habitación.